# Respiratorna insuficijencija
Respiratorna insuficijencija je rezultat neadekvatne razmene gasova u respiratornom sistemu, što znači da arterijski kiseonik, ugljen-dioksid ili oba ne mogu da se održavaju na normalnim nivoima. Pad kiseonika koji se prenosi putem krvi poznat je kao hipoksemija; porast nivoa arterijskog ugljen-dioksida naziva se hiperkapnija. Respiratorna insuficijencija se klasifikuje kao tip 1 ili tip 2, na osnovu postojanja visokog nivoa ugljen-dioksida i može biti akutna ili hronična. Definicija respiratorne insuficijencije u kliničkim ispitivanjima obično uključuje povećanu brzinu disanja, nenormalne gasove u krvi (hipoksemiju, hiperkapniju ili obe) i dokaze o povećanom radu disanja. Respiratorni zastoj uzrokuje izmenjen mentalni status zbog ishemije u mozgu.
Normalne referentne vrednosti parcijalnog pritiska su: kiseonik PaO2 veći od 80 mmHg (11 kPa) i ugljen dioksid PaCO2 manji od 45 mmHg (6,0 kPa). 

## Uzrok
Nekoliko vrsta stanja potencijalno može rezultirati respiratornom insuficijencijom:
- Stanja koja smanjuju protok vazduha u pluća i van njega, uključujući fizičku opstrukciju stranim telima ili masama, i smanjenu sposobnost disanja usled lekova ili promena u grudima.
- Stanja koja narušavaju snabdevanje pluća krvlju. Ona uključuju tromboembolijska stanja i stanja koja smanjuju izlaz desnog dela srca, kao što su zatajenje desnog dela srca i neki infarkti miokarda.
- Uslovi koji ograničavaju sposobnost plućnog tkiva da razmenjuje kiseonik i ugljen dioksid između krvi i vazduha u plućima. Svaka bolest koja može oštetiti plućno tkivo može se uklopiti u ovu kategoriju. Najčešći uzroci su (bez određenog redosleda) infekcije, intersticijska bolest pluća i plućni edem.

## Fizički pregled
Nalazi fizičkog pregleda koji se često zapažaju kod pacijenata sa respiratornom insuficijencijom uključuju indikacije poremećene oksigenacije (niskog nivoa kiseonika u krvi). Ovo uključuje, ali nije ograničeno na, sledeće:
- Upotreba pomoćnih mišića pri disanju ili drugim znacima respiratornog distresa[3]
- Promenjen mentalni status (npr. konfuzija, letargija)[3]
- Zadebljanje[4][5][6][7] vrhova prstiju (vidi sliku desno)[3]
- Periferna cijanoza[8][9][10] (npr. plavičasta boja na sluznicama ili prstima na rukama i/ili nogama)
- Tahipneja[11][12] (ubrzano disanje)[3]
- Bleda konjunktiva[3]

Ljudi sa respiratornom insuficijencijom često pokazuju druge znakove ili simptome koji su povezani sa osnovnim uzrokom njihove respiratorne insuficijencije. Na primer, ako je respiratorna insuficijencija uzrokovana kardiogenim šokom (smanjenje perfuzije usled srčane disfunkcije, takođe se očekuju simptomi srčane disfunkcije (npr. otoka).

## Dijagnoza

### Tip 1
Respiratorni zastoj tipa 1 je definisan kao nizak nivo kiseonika u krvi (hipoksemija) bilo sa normalnim (normokapnija) ili sa niskim (hipokapnija) nivoom ugljen-dioksida, ali ne i sa povećanim nivoom (hiperkapnija). To je obično uzrokovano neusklađenošću ventilacije/perfuzije (V/K); zapremina vazduha koja ulazi u pluća i izlazi iz njih nije usklađena sa protokom krvi u plućima. Osnovni nedostatak respiratornog zatajenja tipa 1 je neuspeh oksigenacije koju karakteriše:
|  | smanjen (< 60 mmHg (8,0 kPa))             |
|  | normalan ili smanjen (<50 mmHg (6,7 kPa)) |
|  | povećan                                   |
Ovu vrstu respiratornog zatajenja uzrokuju uslovi koji utiču na oksigenaciju, kao što su:
- Nizak ambijentni kiseonik (npr. na velikoj nadmorskoj visini)
- Neusklađenost ventilacije i perfuzije (delovi pluća primaju kiseonik, ali nema dovoljno krvi da ga apsorbuje, npr. plućna embolija)
- Alveolarna hipoventilacija (smanjena minutna zapremina usled smanjene respiratorne mišićne aktivnosti, npr. kod akutne neuromuskularne bolesti); ova forma takođe može da izazove respiratorni zastoj tipa 2 ako je teška
- Problem sa difuzijom (kiseonik ne može da uđe u kapilare zbog parenhimske bolesti, npr. kod upale pluća ili ARDS)
- Šant (oksigenisana krv se meša sa neoksigenisanom krvlju iz venskog sistema, npr. skretanje desno u levo)

### Tip 2
Hipoksemija ( ili normalan) sa hiperkapnijom.
Osnovni defekat u tipu 2 respiratornog zatajenja je karakterisan sa:
|  | umanjen (< 60 mmHg (8,0 kPa)) ili normalan |
|  | umanjen (> 50 mmHg (6,7 kPa))              |
|  | normal                                     |
|  | <7,35                                      |
Respiratorni zastoj tipa 2 je uzrokovan neadekvatnom alveolarnom ventilacijom; utiču na kiseonik i ugljen dioksid. Definisan je kao porast nivoa ugljen-dioksida (PaCO2) koje je telo stvorilo, ali ne može da ga eliminiše. Glavni uzroci uključuju:
- Povećana otpornost disajnih puteva (hronična opstruktivna bolest pluća, astma, gušenje)
- Smanjeni napor disanja (efekti lekova, lezija mozga, ekstremna gojaznost)
- Smanjenje područja pluća dostupnih za razmenu gasova (kao što je pri hroničnom bronhitisu)
- Neuromuskularni problemi (Gilen-Bareov sindrom,[13] bolest motornih neurona)
- Deformisani (kifokolikoza), kruti (ankilozirajući spondilitis), ili grudni kapak.[13]

### Tip 3
Respiratorna insuficijencija tipa 3 je rezultat atelektaze pluća. Pošto se atelektaza često javlja u perioperativnom periodu, ovaj oblik se naziva i perioperativna respiratorna insuficijencija. Nakon opšte anestezije, smanjenje funkcionalnog rezidualnog kapaciteta dovodi do kolapsa zavisnih plućnih jedinica.

### Tip 4
Respiratorna insuficijencija tipa 4 je posledica hipoperfuzije respiratornih mišića kao kod pacijenata u šoku. Pacijenti u šoku često doživljavaju respiratorni distres zbog plućnog edema (npr. kod kardiogenog šoka). Laktacidoza i anemija takođe mogu dovesti do respiratorne insuficijencije tipa 4. Međutim, tip 1 i 2 su najšire prihvaćeni.

## Tretman
Ukoliko je moguće, potrebno je lečiti uzrok. Ovo može da uključuje lekove, poput bronhodilatatora (za bolest disajnih puteva), antibiotika (za infekcije), glukokortikoida (za brojne uzroke), diuretika (za plućni edem), između ostalog. Respiratorno zatajenje koje proizilazi iz opioidnog predoziranja može se lečiti antidotom naloksona. Suprotno tome, većina predoziranja benzodiazepinom se ne olakšava korespondirajćim antidotom, flumazenilom. Respiratorna terapija/respiratorna fizioterapija mogu da budu korisni kod nekih uzroka respiratornog zatajenja.
Zatajenje disanja tipa 1 može zahtevati kiseoničnu terapiju da bi se postiglo adekvatno zasićenja kiseonikom. Nedostatak responsa na kiseonik može biti pokazatelj za druge modalitete kao što su zagrevana ovlažena visokoprotočna terapija, kontinuirani pozitivni pritisak u disajnim putevima ili (ako je ozbiljan) endotrahealna intubacija i mehanička ventilacija.
Respiratorno zatajenje tipa 2 često zahteva neinvazivnu ventilaciju (NIV), osim ako medicinska terapija ne može da poboljša situaciju. Mehanička ventilacija se ponekad odmah primenjuje, ili inače ako NIV ne uspe. Respiratorni stimulansi poput doksaprama danas se retko koriste.
Postoje preliminarni dokazi da kod osoba sa respiratornom insuficijencijom utvrđenom pre dolaska u bolnicu, kontinuirani pozitivni pritisak u disajnim putevima može biti koristan kada se započne pre transporta u bolnicu.

## Literatura
- Ratnovsky, Anat (2008). „Mechanics of respiratory muscles”. Respiratory Physiology and Neurobiology. 163 (1–3): 82—89. PMID 18583200. S2CID 207505401. doi:10.1016/j.resp.2008.04.019.
- Kim E. Barrett; Susan M. Barman; Scott Boitano; Heddwen Brooks (24. 7. 2009). „35. Pulmonary Function”. Ganong's Review of Medical Physiology, 23rd Edition. McGraw-Hill Companies,Incorporated. ISBN 978-0-07-160567-0.
- Kendall, F., McCreary, E., Provance, P., Rodgers, M., Romai, W. (2005). Muscles testing and function with posture and pain (5th ed.). PA, USA: Lippincott Williams & Wilkins.
- Nosek, Thomas M. „Section 4/4ch5/s4ch5_9”. Essentials of Human Physiology.

## Spoljašnje veze
- MedlinePlus: Respiratory Failure

|  | Molimo Vas, obratite pažnju na važno upozorenje u vezi sa temama iz oblasti medicine (zdravlja). |